# Чами
Чами (чам. Urang Campa, кмерски: ជនជាតិចាម, вијетнамски: người Chăm), аустронезијски народ који претежно живи у југоисточној Азији. Највише их има у Камбоџи (245 хиљада) и Вијетнаму (161 хиљада). Чами укупно броје 420.000 припадника.

## Порекло
Преци Чама су у југоисточну Азију стигли са подручја данашњег Борнеа, пре око 3.000 година, и на та подручја су стигли нешто касније од неких аустроазијских народа, као што су Мони и Кмери. Лингвистички, Чами су више сродни Малајцима него осталим аустронезијским народима.
Најстарије забелешке чамске популације у Индокини потичу из другог века пре нове ере. На простору Вијетнама, основали су државу Чампа, која је постојала од 5. до 17. века, а државу Чампа срушили су Вијетнамци. Кроз историју, Чами и Малајци су били највећи аустронезијски народи који су настањивали подручје југоисточне Азије.

## Језик и религија
Чами говоре чамским језиком, који припада малајско-полинезијској групи аустронезијске породице језика, којим говори око 320.000 људи. Највише је сродан малајском језику, а чамски језик се записује на арапски и латинични начин. Један је од најстаријих аустронезијских језика.
Већина Чама су сунитски муслимани, али постоји и значајан постотак хиндуиста, будиста и римокатолика.